# Червоное Поле (Киевская область)
Черво́ное По́ле (укр. Червоне Поле) — село, входит в Васильковский район Киевской области Украины.
Население по переписи 2001 года составляло 56 человек. Почтовый индекс — 08672. Телефонный код — 4571. Занимает площадь 0,584 км². Код КОАТУУ — 3221488603.

## Местный совет
08672, Київська обл., Васильківський р-н, с.Шевченківка, вул.Шевченка,3